# オセアニアの遊園地の一覧
本項目は、オセアニア州にある遊園地の一覧である。

## オーストラリア

### オーストラリア首都特別地域
- ビッグ・スプラッシュ（キャンベラ）

### ニューサウスウェールズ州
- マジック・マウンテン（メリンブラ）
- ジャンバルー・アクションパーク（ジャンバルー）
- ルナパーク・シドニー（シドニー）
- ワンダーランド・シティ
- ワンダーランド・シドニー（閉園）

### クイーンズランド州
- パロネラ・パーク（ゴールドコースト）
- ドリームワールド（ゴールドコースト）
- ワーナーブラザーズ・ムービーワールド（ゴールドコースト）
- シーワールド（ゴールドコースト）
- ウェットンワイルド・ウォーターワールド（ゴールドコースト）
- ホワイト・ウォーター・ワールド（ゴールドコースト）

### サウスオーストラリア州
- ダズルランド（アデレード）
- マジック・マウンテン（グレネルグ）
- ルナパーク・グレネルグ（グレネルグ）

## ニュージーランド
- レインボーズ・エンド